# Haddadus plicifer
Espèce
Synonymes
- Hylodes plicifera Boulenger, 1888
- Eleutherodactylus plicifer (Boulenger, 1888)

Statut de conservation UICN

 DD  : Données insuffisantes
Haddadus plicifer est une espèce d'amphibiens de la famille des Craugastoridae.

## Répartition
Cette espèce est endémique du Pernambouc au Brésil. Elle se rencontre à Igarassu.

## Publication originale
- Boulenger, 1888 : On some reptiles and batrachians from Iguarasse, Pernambuco. Annals and Magazine of Natural History, sér. 6, vol. 2, p. 40-43 (texte intégral).